# Acropogon schumanniana
Acropogon schumanniana là một loài thực vật có hoa trong họ Cẩm quỳ. Loài này được Schltr. mô tả khoa học đầu tiên năm 1906.